# Hamburg-Schnelsen
Schnelsen is een stadsdeel van het district Eimsbüttel in het noordwesten van de Duitse stad Hamburg.

## Geografie
De wijk ligt aan de noordwestelijke grens van de Hanzestad, ten noordwesten van het stadsdeel Niendorf en ten noorden van de stasdelen Eidelstedt in het district Eimsbüttel. De wijk "Spanische Furt" bevindt zich in het zuiden van de wijk. In het noordwesten van het stadsdeel ligt de wijk "Burgwedel". In het noorden wordt Schnelsen begrensd door de Kreis Pinneberg, die behoort tot Sleeswijk-Holstein, met de gemeenten Bönningstedt, Ellerbek, Rellingen en door Norderstedt in de Kreis Segeberg.

## Geschiedenis
Schnelsen gaat - zoals vondsten uit de prehistorie bewijzen - terug op een zeer oude nederzetting. Een van de belangrijkste archeologische vondsten uit Schnelsen is een laat-Saksische cavaleriegraf, dat in 1952 werd ontdekt.
Het oudste documenten waarin Snelsingh is vermeld dateert uit 1253. In 1347 staat het als Sneltzen vermeld in het inkomensregister van de kerk in Eppendorf. Lange tijd was het een kleine nederzetting met enkele boerderijen. In de late 19e eeuw, als gevolg van verbeterde vervoersverbindingen, begon een toestroom van gezinnen die in de Hanzestad werkten.
Van 1912 tot 1978 was er zelfs een aansluiting op het Hamburgse tramnet. Schnelsen behoorde tot 1937 tot het district Pinneberg en maakte daardoor deel uit van de provincie Sleeswijk-Holstein in Pruisen. Met de Groot-Hamburgwet van 1 april 1937 werd het opgenomen in Hamburg. In 1949 werd het postorderbedrijf Otto-Versand in Schnelsen opgericht door Werner Otto. In hetzelfde jaar werd de Adventskerk gebouwd, de eerste in Schnelsen.

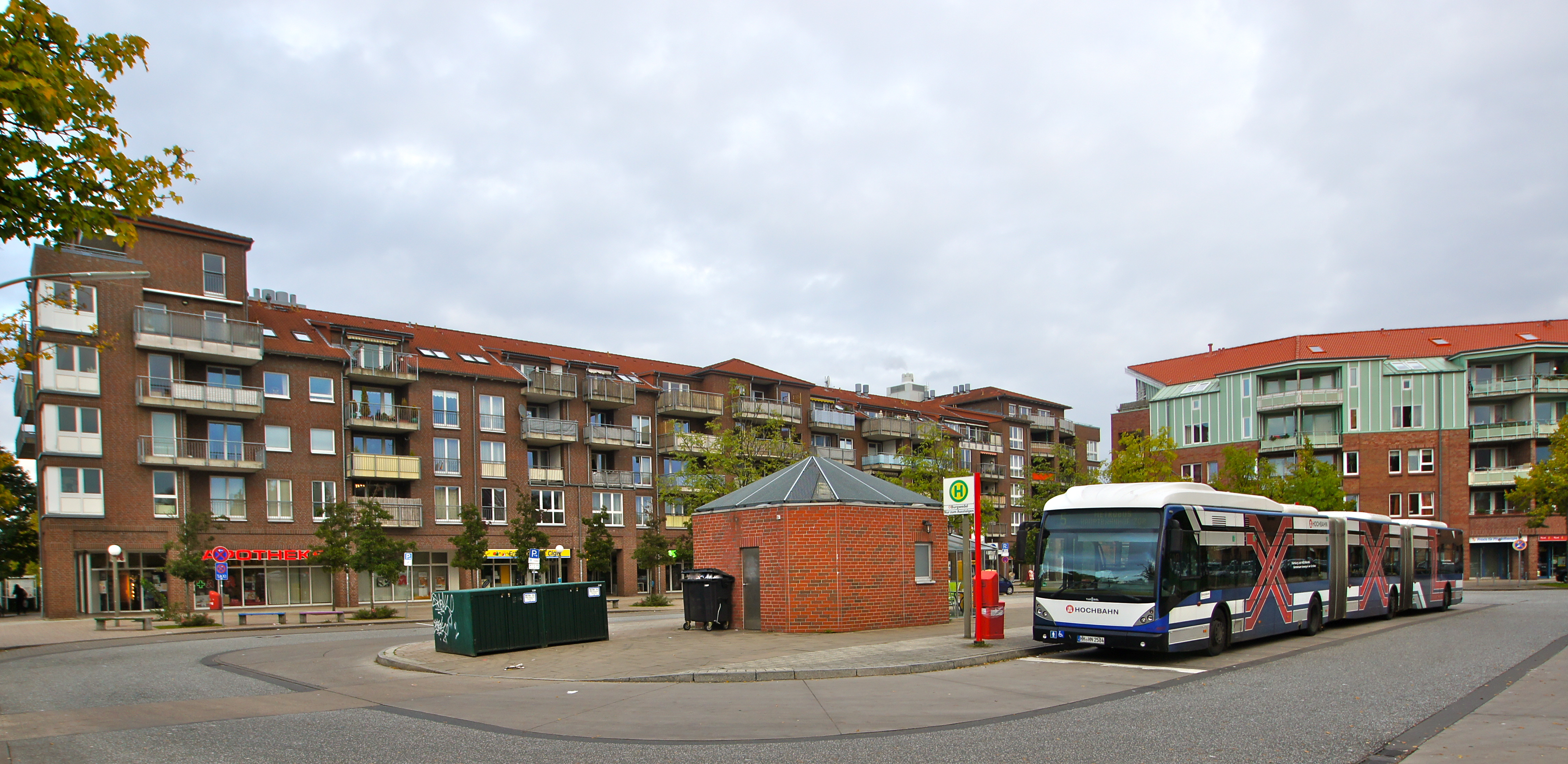
Roman-Zellerplatz Burgwedel

"Burgwedel" en "Süntelstraße" werden in de jaren negentig ontwikkeld als nieuwbouwzones die ongeveer 6.000 inwoners naar Schnelsen brachten. De straten van Burgwedel zijn gewijd aan de 20 kinderen die door de nazi's zijn vermoord in de voormalige school op Bullenhuser Damm tijdens een van de gruwelijkste misdrijven uit de eindfase van de Tweede Wereldoorlog. Op de verjaardag van de moord zijn er herdenkingen op de plaats van het misdrijf en op de Roman-Zeller-Platz in Schnelsen / Burgwedel.

## Statistieken
- Minderjarigen: 19,1 % [Hamburg gemiddelde: 16,6 % (2020)][3]
- 64-plussers: 20,1 % [Hamburg gemiddelde: 18,0 % (2020)][4]
- Buitenlanders: 15,0 % [Hamburg gemiddelde: 17,7 % (2020)][5]
- Werklozen: 6,3 % [Hamburg gemiddelde: 6,4 % (2020)][6]

Het gemiddelde jaarinkomen per belastingbetaler in Schnelsen bedroeg in 2013 37.866 euro; het algemene gemiddelde in Hamburg is 39.054 euro.

## Cultuur en bezienswaardigheden

### Religie

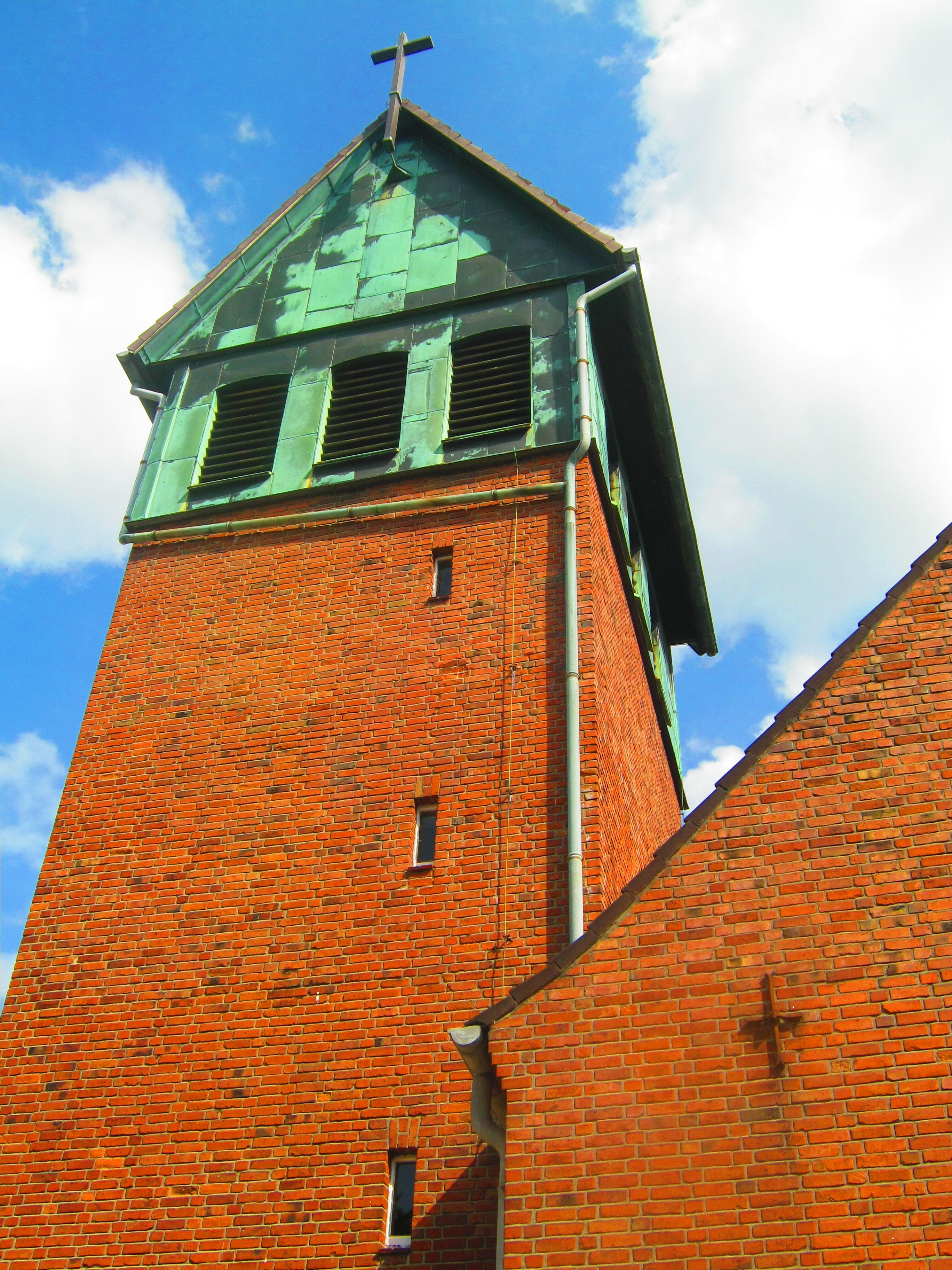
Adventskerk

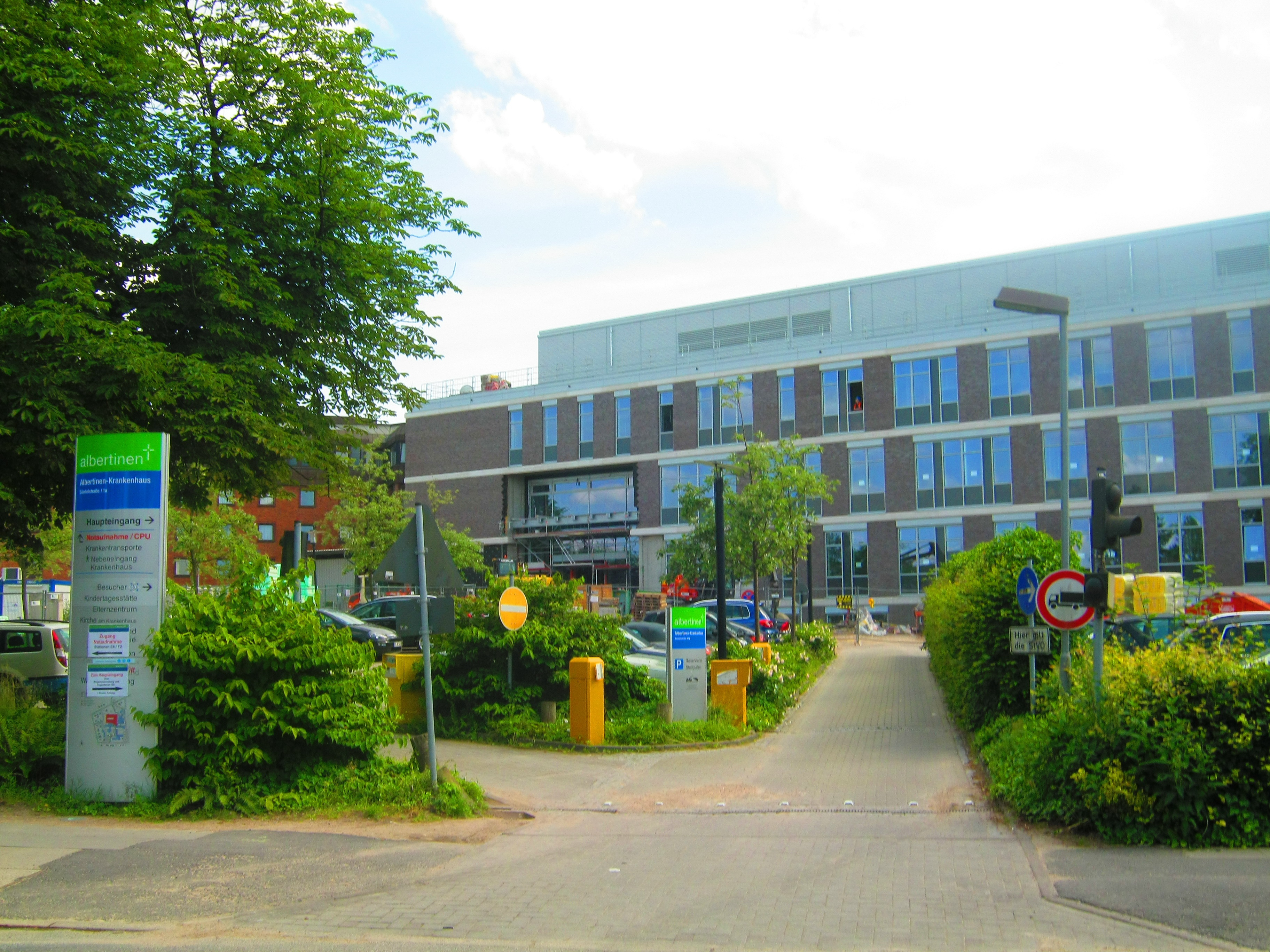
Albertinen-ziekenhuis

Aan de Kriegerdankweg staat de Evangelisch-Lutherse Adventkerk.
De kerk van het Albertinen-ziekenhuis van de Evangelische Vrije Kerkgemeenschap (EFG) bevindt zich aan de Hogenfelder Straße.
De Bait-Ul-Rasheed-moskee, ingehuldigd in 1994, werd in 2012 werd uitgebreid met het Righteous House, een voormalige metaalbewerkingsfabriek die werd omgebouwd met gebedsruimten, kantoorunits, een bibliotheek en twee 14 meter hoge minaretten.

### Parken
In het noorden van Schnelsen ligt het Wassermannpark. Het park werd in 1995 voltooid. Het strekt zich uit over 28 ha en heeft naast vele waterpartijen ook fietspaden, picknickplaatsen, speeltuinen en een hondenrengebied. Zoals straten in de naburige wijk Burgwedel, is de naam dat van een kind dat het slachtoffer werd van de nazi's.

## Economie en infrastructuur

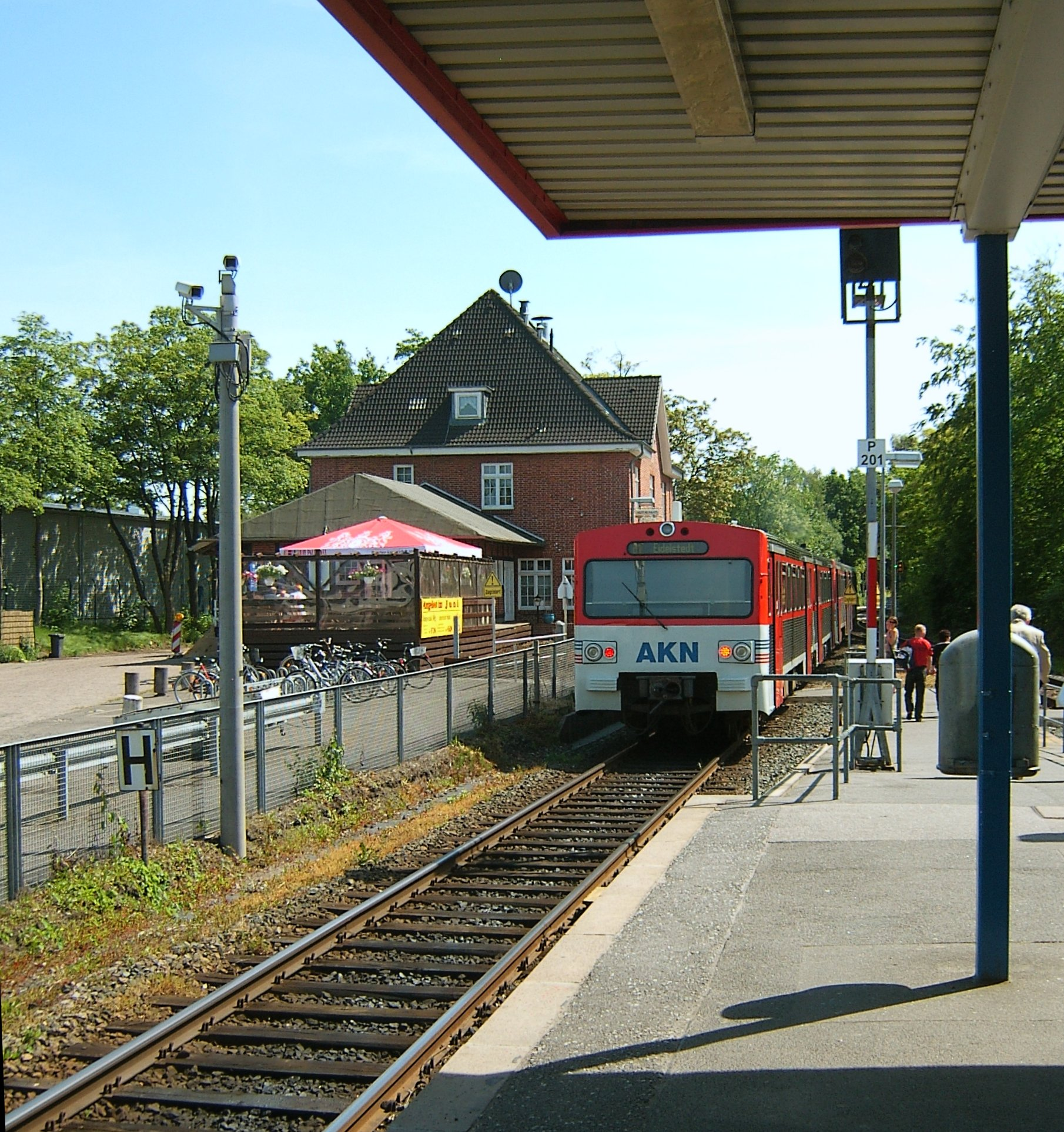
AKN-station Schnelsen

### Verkeer
De autoweg A7 loopt door Schnelsen met de aansluitingen Schnelsen en Schnelsen-Nord evenals de rijkswegen B4 en B447.
De AKN-lijn A 1 op het traject van Hamburg-Eidelstedt via Quickborn, Henstedt-Ulzburg, Kaltenkirchen en Bad Bramstedt naar Neumünster bedient de haltes "Schnelsen" en "Burgwedel". Er zijn plannen om de AKN-route te integreren in het S-Bahn-systeem om een continue snelle rechtstreekse verbinding naar het stadscentrum van Hamburg te realiseren.